# Fabio Wajngarten
Fabio Wajngarten é um advogado e empresário brasileiro. Foi secretário-executivo do Ministério das Comunicações e chefe da Secretaria de Comunicação Social (Secom) do Governo Federal do Brasil, durante o governo Jair Bolsonaro.
Posteriormente, também atuou como assessor do Partido Liberal (PL) até maio de 2025, quando foi demitido após a divulgação de mensagens trocadas com o ex-ajudante de ordens de Bolsonaro, tenente-coronel Mauro Cid, contendo críticas à ex-primeira-dama Michelle Bolsonaro.
De origem da comunidade judaica da Polônia, é cofundador do Instituto Liberta, que tem o objetivo de combater a exploração sexual de crianças e adolescentes, membro do Conselho Internacional do Hospital Hadassah de Jerusalém e presidente da Instituição Brasil.
Foi suspeito de corrupção e peculato, tendo a Polícia Federal instaurado inquérito para investigá-lo em fevereiro de 2020, e é réu em processo por apologia a crime. Foi ameaçado de prisão em flagrante durante oitiva da CPI da Pandemia no Senado Federal em maio de 2021 por falso testemunho. Em julho de 2024, foi indiciado por pela PF por lavagem de dinheiro e associação criminosa no inquérito das joias sauditas.